# Malmgreniella fimbria
Malmgreniella fimbria är en ringmaskart som beskrevs av William Roy Branch 1998. Malmgreniella fimbria ingår i släktet Malmgreniella och familjen Polynoidae. Inga underarter finns listade i Catalogue of Life.